# 수하군

마워폴스카주 지도에 표시된 수하군의 위치

수하군(폴란드어: powiat suski)은 폴란드 마워폴스카주에 위치한 군으로 군청 소재지는 수하베스키츠카이며 면적은 685.75km2, 인구는 82,045명(2006년 기준), 인구 밀도는 120명/km2이다.
서쪽으로는 실롱스크주 지비에츠군, 북쪽으로는 바도비체군, 동쪽으로는 미실레니체군, 남동쪽으로는 노비타르크군과 접하며 남서쪽으로는 슬로바키아와 국경을 접한다. 9개 지방 자치체(2개 도시, 1개 도시형 농촌, 6개 농촌)를 관할한다.

군기
군 문장